# Asociația Transilvană pentru Literatura Română și Cultura Poporului Român

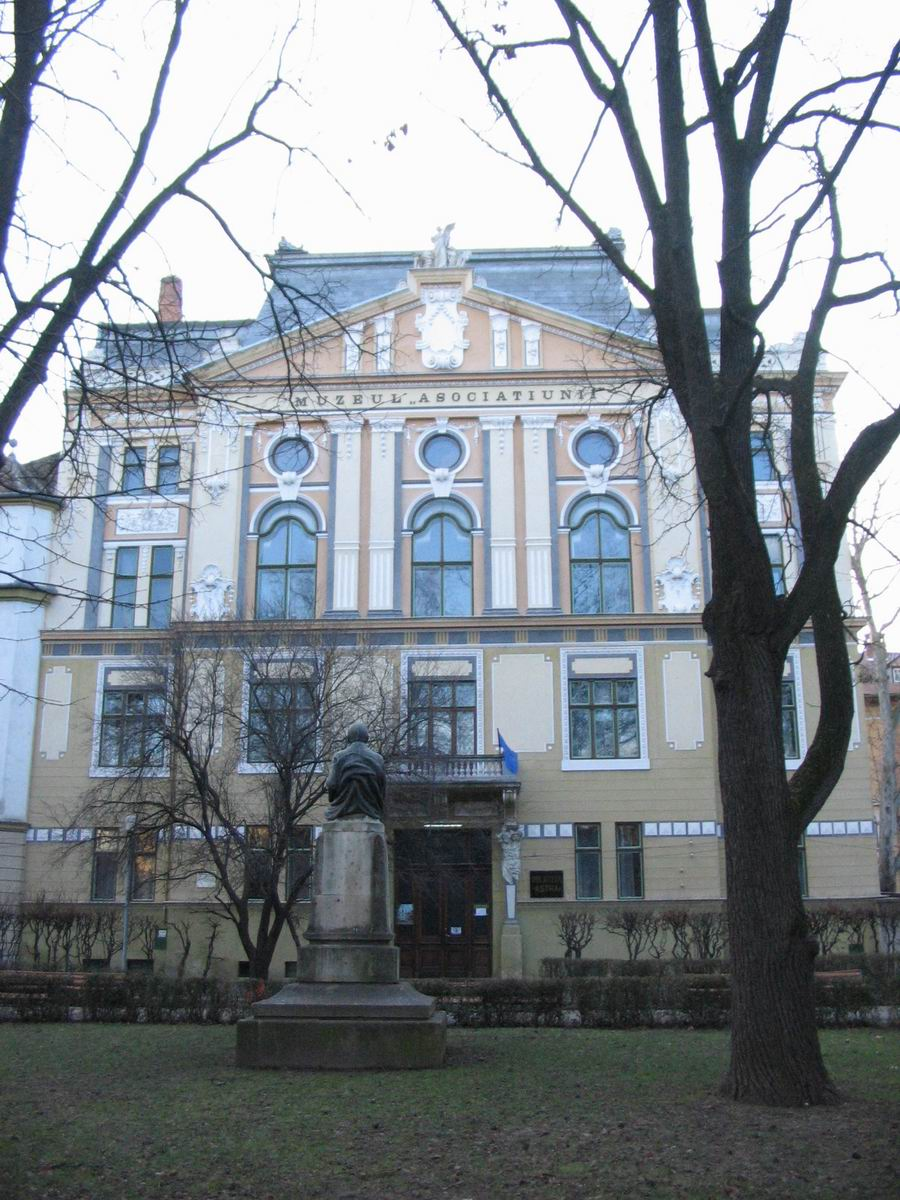
Palácio ASTRA em Sibiu

A Asociația Transilvană pentru Literatura Română și Cultura Poporului Român (sigla: ASTRA; Associação Transilvana para a Literatura Romena e Cultura Popular Romena) é uma associação cultural fundada em 1861 na cidade de Sibiu, Romênia. Ela desempenha um papel importante na vida cultural e no movimento do despertar nacional para os romenos da Transilvânia.
Seu primeiro presidente foi o bispo metropolita ortodoxo Andrei Șaguna, com a vice-presidência ocupada pela primeira vez pelo padre greco-católico Timotei Cipariu e George Barițiu como secretário.
Logo após a sua fundação, a associação estabeleceu um internato, um museu e uma grande biblioteca em Sibiu e posteriormente desenvolveu a rede de bibliotecas ASTRA nas cidades da Transilvânia.
Em 7 de fevereiro de 1895 a ASTRA decidiu editar e publicar a "Enciclopédia Romena" sob a supervisão de Cornel Diaconovici. A obra teve três volumes impressos entre 1898 e 1904.
Atualmente, a biblioteca central da ASTRA contém aproximadamente meio milhão de obras, adquiridas majoritariamente pelas doações da população, de editoras locais ou através das trocas de publicações com outras bibliotecas.
O Complexo Museológico Nacional Astra, uma instituição de Sibiu que inclui quatro museus e outros departamentos culturais, tem o nome da associação e administra o acervo museológico do Museu Astra original, fundado em 1905.